# Список дворянских родов Гродненской губернии
Список дворянских родов Гродненской губернии (полное название «Алфавитный список дворянских родов Гродненской губернии») — официальное печатное издание Гродненского дворянского депутатского собрания, которое приводит список дворянских фамилий и лиц с указанием их титулов.
Данные этого списка публиковались на основании Родословной книги дворян, которая велась губернскими предводителями дворянства по годам и алфавиту. Аналогичное воспроизведение отсутствует по Витебской губернии этнической Белоруссии. После 1917—1918 гг. не было репринтного воспроизведения этого списка.

## Описание издания
Список фамилий имеет только номера по порядку. Этот список структурирован по частям РДК куда фамилии внесены. Список издан Гродненским Дворянским Депутатским Собранием в г. Гродно в Скоропечатной Типографии Э. И. Мейлаховича в 1900 году с разрешения Гродненского Полиц. (Ивацевича), и эта книжка имеет 17 страниц. Текст списка напечатан старорусским языком, авторы старались передать в русском языке звучание польских фамилий с польского языка. Некоторые польские фамилии носили этнические белорусы из-за ополячивания Белоруссии. Печатный текст списка не имеет русской буквы «ё». Встречаются немецкие фамилии с характерной приставкой «фон», итало-французские — с приставкой «де». В списке по алфавиту, когда встречаются двойные с разными заглавными буквами напечатанные через тире, при определении, куда вносить по порядку такую фамилию, авторы списка делали выбор по распространённому правилу — какой фамилии отдавал предпочтение носитель этой фамилии (его основная). Общее число фамилий по порядку — 982. Данный список размещён на 17-и печатных страницах. На 17-й странице присутствует запись: «Дворяне из Литовских татар» (с № 981—982). На той же странице — присутствует «Список родов без обозначения родословной книги».

## Исторические условия создания Списка дворянГродненской губернии
- В это издание вошла только часть древнейшей шляхты (старинной белорусской шляхты в генеалогии которых встречался исторический период племени радимичей). Никогда не существовало полного списка дворян Российской империи. Даже много признанных шляхтичей в российском дворянстве по отдельным губерниям этнической Белоруссии, уже присутствующих в губернских официальных изданиях не публиковались во всероссийских[1]. Так в Памятных книжках Могилёвской губернии публиковался в 1870—1871 гг. (в оглавлении) Императорский Указ со списком белорусских фамилий шляхты Великого Княжества Литовского провинции Речи Посполитой, где упоминалось о разборе шляхты и отказе признать в российском дворянстве, о переводе в податное сословие мещан и крестьян старой белорусской шляхты, упразднении ВКЛ и ликвидации его правового поля, образовании Царства Польского без его былого влияния на этнические территории Белоруссии, формировании нового административного устройства и т. п. причин.
- Среди причин отказа признания в российском дворянстве старой белорусской шляхты в новой политической ситуации было участие в национальных восстаниях из-за нелояльности к новому политическому режиму (Восстание Костюшко 1794 г., участие в войне 1812 г. против России[2], Польское восстание (1830), Польское восстание (1863) и т. п.); отсутствие обязательной выслуги на государственной (военной) российской службе и т. п. причин. Среди шляхты без энтузиазма воспринималась обязательная военная служба после событий гибели всего корпуса минского подразделения сформированного из шляхтичей, когда оно специально было брошено российским руководством в горнило боя, при сохранении военнослужащих выходцев из России. Этим объясняется существовавший временной перерыв в датах официальных признаний и утверждений в российском дворянстве шляхтичей российским Государь Императором[3]. Хотя представления документов официально в Санкт-Петербург по закону должны были подавать ежегодно из каждой белорусской губернии, но в современных архивах РГИА и РГАДА нет чётко ежегодного архива об этом за период 1785—1917 гг.
- Тем более, что стратификация (условия формирования) элиты белорусской нации в ВКЛ отличалось от российских реалий — формирование российской элиты зацикливалось на материальную зажиточность, тенденциозно подчёркивая социальный статус, что якобы отличительная особенность благородства для признания в дворянстве это материальный достаток. В связи с чем интересна история создания категории «дворян однодворцев», ведение отдельно «ревизских сказок» по этой категории[4]. Особое внимание привлекает административная нестабильность и нарочитая путаница усложнявшая поиски документального доказательства шляхетского происхождения для признания в дворянстве, так как архивы формировались именно по административному названию, но аналитической работы не проводилось (куда могли попасть документы), письменно не фиксировалась эта особенность, справочного аппарата и информационных технологий (подобных современным) не было. К примеру, основанная Могилёвская губерния (1772), переименована в Белорусскую губернию (1796—1801), потом вновь названа «Могилёвская губерния» в 1802 г., а перед тем она носила название «Могилёвское наместничество» (1778—1796), и как ни странно с центром в г. Витебск (не в г. Могилёве). Та же ситуация по уездам, к примеру по юрисдикции некоторых населённых пунктов: Рогачёвская провинция, потом — Рогачёвский уезд (с 1900 г. — Гомельский уезд), а дела Рогачёвского уезда велись до 1850-х гг. и вовсе в Белицком уезде (переименованный в 1852 г. в Гомельский уезд). Новый режим не только изобретал усложнения процедуры признания белорусской шляхты, но и методы ликвидации былого административного деления. К примеру, в Могилёвской губернии Рогачёвский уезд с центром в г. Рогачёв до 1772 г. был Рогачёвским староством с центром в г. Рогачёв в Речицком повете Великого княжества Литовского, а в Российской империи центр Речицкого повета перенесли из Речицы в Бобруйск (1772—1793 гг.) с названием «Речицкий повет» (с последующим формированием уезда Речицкого в 1793 г.) и т. п..
- Интересно, что кроме документов и родословной шляхтич обязан был давать ещё Свидетельство от генерал-губернатора об отсутствии политических и уголовных преступлений[5]. Многие архивы горели в пожарах и войнах, бумага не выдерживала условий хранения в архивах и т. п., что усложняло признание. Из-за волокиты при признании были случаи подачи документов и генеалогии шляхтичами в другие губернии, где они получали признание без проволочек. Интересны были случаи, когда для завладения богатым имением белорусского шляхтича чиновник нового порядка в белорусских губерниях после 1772 года доносил, манипулировал и влиял на его судьбу (белорусский шляхтич из богатого имения попадал в сословие крестьян, а в его имении бесплатно начинал жить уже российский дворянин).
- Бывали случаи, когда представителей древней шляхты не признавали в дворянстве и не вносили их в 6-ю часть списка РДК, из-за чего те вынуждены были в новой политической ситуации через государственную службу (через российские награды) получать утверждение в российском дворянстве. Этим объясняется, почему разные ветки одного рода (одной фамилии) встречаются в разных частях списка РДК, хотя это как правило представители одного рода. Немаловажно учесть в истории признания в российском дворянстве шляхты данной губернии Белоруссии факт конфликта менталитетов и мировоззрений на социальное устройство общества, так как белорусская шляхта имела менталитет с традициями Вече Руси (избрание князей княжить), находилась в Великом княжестве Литовском и под влиянием Речи Посполитой. Где Статут Литовский был образцом для европейских стран, а Польша была колыбелью современной европейской демократии — короля избирала шляхта (к примеру, электоры Крупские в числе прочих были избирателями королей в 1595—1648 гг. и в 1669—1673 гг.[6], 1697 г.[7]).
- К тому же большое число белорусской шляхты было конкурентом для российских чиновников в установлении нового режима в обществе, что немаловажно было в вопросе количества признаваемой шляхты в российском дворянстве, и признания прав белорусской шляхты равноценных российскому дворянству. В документах ВКЛ можно встретить то, что всё что за г. Смоленском на восток от ВКЛ это не Русь, а Окраина Русская[8][9][10]. Немаловажную роль имели репрессии и дискриминации новой политики в упразднении Греко-Католической Церкви, контроля Римо-Католической Церкви, что заметно при составлении родословного древа, когда необходимо извлекать документы из католических метрик до 1830-х гг. и после из православных по одной и той же церкви данной губернии в Белоруссии[11]. Свобода шляхетская в данной губернии уже имела традиции тогда, когда в России дворянство её получила только в 1785 г. — Грамота на права, вольности и преимущества благородного российского дворянства. Шляхта данной губернии оказалась в ситуации, когда без её участия и учёта её мнения её судьбу решала в 1772 г. Российская империя, Прусское королевство и Австрийская империя при Первом разделе Речи Посполитой. И историческая память белорусской шляхты хранила формы геноцида российских войск в Белоруссии (этнической чистки), украинских казаков под руководством московского царя (гибели половины белорусского народа)[12][13][14]. К примеру, в г. Мстиславле в 1654 г. от рук российских войск 15 000 человек погибло, а в живых осталось около 700 жителей. Упомянутое имеет принципиальное значение для понимания исторических условий создания данного списка.
- Незадолго до Октябрьского переворота 1917 г. и была учреждена Департаментом Герольдии Правительствующего сената так называемая Всероссийская дворянская родословная книга — для лиц, выслуживших дворянство, но по каким-либо причинам не причисленным к дворянству определённой губернии. Дело в том, что в начале XX в. дворянские собрания получили право отказывать в причислении к местному дворянству. Иногда при этом они руководствовались вероисповеданием данных лиц: без энтузиазма рассматривались, к примеру, подобные ходатайства лиц иудейского вероисповедания. Впрочем, и христианину могло быть отказано в причислении к дворянству данной губернии. Так, например, Московское дворянское депутатское собрание отказало во внесении в местную родословную книгу князьям Гантимуровым, утвержденным Сенатом в достоинстве князей тунгусских, поскольку семья не имела в губернии недвижимой собственности.
- Принадлежность к дворянству доказывалась в губернском дворянском собрании; с 1785 г., то есть со времени издания Императрицей Екатериной II «Жалованной грамоты дворянству», лица, признанные в дворянском достоинстве по происхождению или по личным заслугам, вносились в губернскую родословную книгу; из губернии дела о дворянстве поступали на утверждение в Герольдию Сената; туда же из губернских собраний ежегодно высылались списки лиц, причисленных к уже утвержденным в дворянстве родам. Происхождение из дворян определённой губернии фиксировалось и в послужных списках чиновников и военных, хотя часто указывалась не губерния, по которой числился их род, а губерния, в которой родились они сами[15].

## Содержание Списка дворянГродненской губернии
стр. 3
Арциховский, Анцута, Амброжкевич, Андржеевский, Адольф, Баньковский, Бибулович, Богушевский, Боржим, Будвилло, Былевский, Богуш, Боровский, Барановский, Белявский, Бабецкий, Борейша, Богурский, Биспинг, Байковский, Бржезина, Боржимовский, Буховецкий, Бронский, Будный, Босяцкий, Барсаба, Бортновский, Болондзь, Бржозовский, Борковский, Бржостовский, Брушевский, Баранецкий, Бартошевич, Богушевич, Богатыревич, Бобрович, Выгановский, Верцинский, Военский, Вилямовский,
 стр. 4
Винский, Вышемирский, Венгерский, Водчинский, Велиовейский, Варпеховский, Вощерович, Врублевский, Викторовский, Верещинский, Высоцкий, Виткевич, Володкевич, Воротыницкий, Вольмер, Василевский, Виртт, Вольский, Виляновский, Влодек, Валицкий, Водынский, Волицкий, Вроблевский, Одровонж-Высоцкий, Войнилович, Войтковский, Гриневицкий, Годзинский, Галембевский, Горчак, Городынский, Горлевский, Гронковский, Гинальский, Горский, Грудзинский, Горкавич, Гловацкий, Грудзина, Гомолицкий, Гутовский, Глебович, Гзовский, Гамулецкий, Данилович, Дронговский, Дановский, Дох, Долинский, Двораковский, Домбровский, Дзеконский, Дрошкевич, Довнарович, Дасюкевич, Дениза, Жоховский, Жеро, Житкевич, Жабкевич, Жеромский, Жолковский, Жельский, Здройковский, Залеский, Зимнох, Завадзкий, Зачинский, Заневский, Закржевский,
 стр. 5
Заленский, Забелло, Завиша, Зубравский, Заиончковский, Запольский, Заневский, Зенкович, Зенович, Залютинский, Иодко, Иодковский, Исакевич, Именинский, Имбра, Избицкий, Косинский, Косицкий, Клопотовский, Кринский, Каменский, Карвовский, Крассовский, Коц, Керзновский, Краковка, Куликовский, Кржечковский, Костецкий, Кликс, Кулеш, Курнатовский, Рудзеевский-Коллупайло, Якса-Квятковский, Коллонтай, Корицкий, Карсницкий, Корчиц, Косцюшко-Сехновицкий, Каминский, Кульни-Славенский, Константинович, Кононович, Ключевский, Керсновский, Кнороз, Корн, Кмита, Коссацкий, Калиновский, Крживец, Карпинский, Карлович, Санютыч-Курочицкий, Козловский, Козеровский, Краузе, Лупенский, Лопуский, Лемницкий, Любатынский, Левоневский, Лескевич, Лисовский, Лепарский, Нейгоф-Лей, Лисковский, Ленкевич, Левандовский,
 стр. 6
Лазарев, Лукашевич, Лунский, Мочульский, Миодушевский, Михальский, Милковский, Малиновский, Малышевич, Михаловский, Малонецкий, Малцужинский, Марковский, Милькевич, Марцишевский, Маевский, Маньковский, Малевский, Морже, Микульский, Монтович, Немыский, Невяровский, Нивинский, Новацкий, Немчинович, Урсын-Немцевич, Наркевич, Новицкий, Непокойчицкий, Обрицкий, Олдаковский, Олендзкий, Орженовский, Островский, Осмольский, Обинский, Олизарович, Остроменцкий, Онихимовский, Островский, де-Обырн, Осецимский, Окинчиц, Ольшевский, Пиотровский, Плоновский, Полетылло, Поржезинский, Помян, Поплавский, Петржиковский, Прошинский, Пухальский, Путковский, Петкевич, Пержановский, Панцержинский, Пониквицкий, Павловский, Проневич, Польковский, Протасевич, Плавский, Пиотрович, Петельчиц, Павенцкий, Почобут, Плионсковский, Пржитульский, Парневский,
 стр. 7
Лянцкоронский-Пашковский, Полховский, Полонский, Радзишевский, Рошковский, Рутковский, Рыбалтовский, Рохальский, Рыхтер, Родзевич, Решко, Рафанович, Рощевский, Разицкий, Рудзкий, Ремишевский, Роберсон, Розвадовский, Рущиц, Радзивоновский, Равлушкевич,Суходольский, Сморчевский, Секюлцкий, Свержбинский, Секерко, Савицкий, Соколовский, Стефанович, Стерпинский, Снарский, Сакович, Стемпковский, Станкевич, Сулковский, де-Кампо-Сципион, Станишевский, Стржалковский, Сорока, Станкевич, Стржелинский, Селицкий, Скурат, Сухоцкий, Семашко, Сковронский, Суфчинский, Сутковский, Саросек, Седлецкий, Савашинский, Сикора-Сикорский, Серафинович, Станевич, Терпиловский, Тваровский, Топчевский, Тварковский, Трусковский, Творковский, Толвинский, Тринишевский, Томашевский, Туровский, Тодвен, Точиловский, Толочко, Турский, Терликовский,
 стр. 8
Татаровский, Узловский, Ходоровский, Холевинский, Харитонов, Цыдзик, Цехановский, Чарковский, Чеховский, Черневский, Чернявский, Шмурло, Шемиот, Шкилондзь, Шацкий, Сыропято-Ширмо, Шеляховский, Ширма, Шуецкий, Щенснович, Щука, Эйсымонт, Элерт, Юшкевич, Юровский, Юзефович, Яблонский, Якубовский, Яворовский, Янушевич, Яголковский, Ягильницкий, Янушкевич, Янковский, Яниславский, Ячиновский.
Анненков, Алексеев, Акинин, Бриере-де-Мартере, Броссе, Белявский, Волков, Войнич, Вестенгольц, Веймарны, Войтковский, Воеводский, Вольский, Выгановский, фон-Венланд, Грауэрт, Стуарт-Галибуртон, Гофмейстер, Гевардовский, Дмитриев, Дорошкевич, Дзеконский, Деконский, Дельфин, Евхутич, Кржижановский, Козловский, Кулеш, Кипайтуло,
 стр. 9
Корсуны, Косьмин, Кринский, Левоневский, Левандовский, Милачевский, Миончинский, Масловский, Мрозовский, Марцинкевич, Михневич, Мицеловский, Осмольский, Петрашевский, Поволанский, Пауль, Папроцкий, Поплавский, Пержхало, Плоский, Пашков, Павловский, Райский, Свенцкий, де-Спилер, Жукевич-Стоше, Смульский, Соколов, Смирнов, Тернер, Тельшевский, Тальмгейм, Тушинский, Толубеев, Томилов, Трусов, Феншау, Хованский, Чарнецкий, Черский, Шигрин, Штакельберг, Юган, Янцевич, Янковский.
Адамович, Архипов, Ассапович, Будный, Букраба, Булевский, Богуславский, Брониц, Белозерский, Врубель, Видацкий, Волков, Вислоцкий, Владычанский, Воеводский, Внуков, Введенский, Гарбовский,
 стр. 10
Гажич, Гродзкий, Голеевский, Ган, Горбацевич, Георгиевский, Горбачевич, Длужневский, Долячко, Дашкевич, Дучинский, Давыдов, Дмитриев, Дейш, Денкер, Ерофеев, Животовский, Жилинский, Затворницкий, Заржецкий, Зарахович, Зданович, Здеховский, Загорянский, Кастревич, Кашуба, Кульбацкий, Кононов, Кунцевич, Крестьянов, Казакин, Клодницкий, Кломинский, Красковский, Косинский, Коршунов, Крушельницкий, Корицкий, Константинов, Ляхович, Ляхницкий, Литвинов, Лышкевич, Мазевский, де-Михелис, Мальчевский, Максимов, Мицкевич, Малоземов, Маслов, Маркушов, Маймескул, Миронович, Михаелис, Масловский, Михальский, Модестов, Новицкий, Носаржевский, Никотин, Никольский, Петров, Паньковский, Пальмцвейг, Прокофьев, Протасевич, Попов, Покровский, Перепечин, Руммель, Ротт, Равене,
 стр. 11
Рябинин, Резвяков, Родкевич, Спинек, Сербушко, Стороженко, Соловьевич, Сытин, Сцепура, Тржецяк, Трахимовский, Томашевич, Тетяев, Трояновский, Трембицкий, Тейхман, Фишер, Федотов, Халембек, Харлампович, Цытович, Царевский, Цвирбут, Цветков, Чичерин, Чехович, Шлегель, Веревкин-Шелюта, Штейнберг, Шпицбарт, Шмидт, Юрковский, Янковский, Ястребов.
Бер, Вирион, О’Бриен-де-Лясси.
Графы Грабовские, Князья Друцкие-Любецкие, Графы Коссаковские, Князья Массальские, Князья Святополк-Четвертинские.
 стр. 12
Александрович, Ахримович, Августовский, Андржейкович, Амброки, Антушевич, Андроновский, Боуфал, Боржим, Бржезинский, Боратынский, Багинский, Боровский, Борковский, Бобровский, Буховецкий, Бржозовский, Бояровский, Борисовский, Борисевич, Булгарин, Босяцкий, Быховец, Бучинский, Блоцкий, Бортновский, Брониц, Бринк, Бутвинович, Богушевич, Блажеевский, Бялоблоцкий, Болтуц, Быстрый, Бергель, Баранович, Бельский, Бондзкевич, Болондзь, Брайчевский, Богданович, Быльчинский, Богатыревич, Булгак, Бортновский, Война, Вроченский, Верцинский, Войтковский, Вевиоровский, Военский, Варпеховский, Володкевич, Высоцкий, Вольский, Выржиковский, Васевский, Вонсович, Волынцевич, Валицкий, Васильковский, Врублевский, Волковицкий, Выслоух, Винский, Валинский, Вышковский, Выгановский,
 стр. 13
Влостовский, Вроблевский, Войнилович, Войцеховский, Воллович, Володзько, Гриневицкий, Горский, Гарткевич, Гарабурда, Годлевский, Граве, Гельтман, Гильхен, Грусвицкий, Гаврилкевич, Гоувальдт, Гладкий, Гижицкий, Гроховский, Горновский, Горбашевский, Гроностайский, Глиндзич, Гржималло, Гродецкий, Гундиус, Гуща, Доброговский, Дзеконский, Добросельский, Добржанский, Далевские, Дроноговский, Долобовский, Домбровский, Домброва, Данелецкий, Дзвонковский, Дембицкий, Доманский, Дмоховский, Езерский, Жайковский, Жарчинский, Залеский, Здройковский, Зглишевский, Загорский, Завадзкий, Звольский, Заторский, Залевский, Зверович, Зубелевич, Зенкович, Задарновский, Зацвилиховский, Зелинский, Иодковский, Игнатович, Ижицкий, Имшенник-Кондратович, Ивашкевич, Крассовский, Курженецкий, Клопотовский, Кринский, Косинский, Корженевский, Космерский,
 стр. 14
Коц, Ковалевский, Калиновский, Козерадзкий, Кашуба, Козловицкий, Каневский, Куявский, Крашевский, Космовский, Кисловский, Кухцинский, Кобылинский, Кохлевский, Корчиц, Кулаковский, Койшевский, Каленкевич, Каменский, Косец, Красницкий, Климашевский, Кванишевский, Коссополянский, Климович, Корженецкий, Каминский, Клюковский, Короз, Козловский, Касперович, Куликовский, Карпович, Любовицкий, Лемпицкий, Ловицкий, Ляховский, Лопуский, Луба, Левоневский, Лисовский, Лагевнецкий, Ленкевич, Липский, Лясковский, Ловенецкий, Ляйнвебер, Лыщинский, Ложенский, Монюшко, Милевский, Малиновский, Минчевский, Малешевский, Марский, Марачевский, Мильтан, Маковский, Мизгер, Мацеевский, Михаловский, Маньковский, Микульский, Махвиц, Матыевич-Мацеевич, Малецкий, Матушевиц, Мержвинский, Маркевич, Модзолевский, Митерновский, Марковский,
 стр. 15
Немыский, Невяровский, Нивинский, Новомейский, Новицкий, Надольский, Незабытовский, Нецецкий, Обухович, Обинский, Осмольский, Одаховский, Олендзкий, Остроменцкий, Оскерко, Осуховский, Охримович, Островский, Поплавский, Прошинский, Погоржельский, Полубинский, Пиотровский, Путковский, Петржиковский, Подгурский, Прорвич, Полонский, Пржилуцкий, Одровонж-Поткриковский, Пируский, Плющевский, Пекарский, Павловский, Покубятто, Пржибора, Петельчиц, Павлович, Плонский, Плавский, Пржецлавский, Пусловский, Пашковский, Панасевич, Пацынко, Парчевский, Прушевский, Одляницкий-Почобут, Петрашевский, Плашкевич, Пасецкий, Пуховский, Пержхальский, Пухальский, Писанко, Рава, Роговский, Рутковский, Русецкий, Радовицкий, Рогоза, Рожбицкий, Рошковский, Ржонсницкий, Родкевич, Радзишевский, Руммель, Роговский, Ревенский, Рацкевич,
 стр. 16
Развадовский, Скверчинский, Сопоцько, Стемпковский, Сморчевский, Суходольский, Славинский, Соколовский, Сакович, Смоленский, Скоппик, Слежинский, Сержпутовский, Седликовский, Скочинский, Сегень, Снежко-Блоцкий, Савицкий, Семашко, Сезеневский, Стржалковский, Сасулич, Сорока, Стефановский, Сузин, Стравинский, Снигурский, Соболевский, Стецкевич, Славек, Стасевич, Станкевич, Струтынский, Солтан, Скибневский, Стабровский, Струпинский, Стецкевич, Сухоцкий, Свежинский, Скирмунт, Толвинский, Тыборовский, Творковский, Томашевский, Толкин, Точинский, Толлочко, Терпиловский, Тарасович, Толочко, Турский, Туловский, Лычевич-Токаржевский, Трошинский, Тур, Траугутт, Уласевич, Фащевский, Фаленский, Франковский, Федзюшко, Фурсевич, Хржановский, Ходаковский, Ходыницкий, Хомич, Целинский, Цебржинский, Цыдзик, Чарковский,
 стр. 17
Червяковский, Чаплеевский, Чарноцкий, Чарнышевич, Чудовский, Чекерский, Чечотт, Чаплин, Шумовский, Шайба, Шемиот, Шадурский, Шведовский, Шепетовский, Шуйский, Шациловский, Шумович, Щигельский, Эйсымонт, Эйнарович, Юндзилл, Юнг, Юргелевич, Яновский, Ящукевич, Яневич-Яневский, Яворовский, Ястржембский, Яголковский, Ягмин, Янковский.
 Список родов без обозначения родословной книги.
- Буржинский, Будкевич, Бенецкий, Бобинский, Бржостовский, Булгарин, Вержбицкий, Вольф, Волынцевич, Домбровский, Емелита, Елец, Ельский, Иванов, Крассовский, Каменский, Малевич, Олендзкий, Обуховский, Оржешко, Петельчиц, Якубовский, Якимович, Яскловский.

Дворяне из Литовских татар.
- Адамовичи, Туган-Барановские.

### Количество однофамильцев
- Велиовейский — 2 (в 1-й ч.), Клопотовский — 3 (в 1-й ч.); Поплавский — 2 (в 1-й ч.), Полховский — 2 (в 1-й ч.), Соколовский — 2 (в 1-й ч.); Яворовский — 2 (6-й ч.), Яголковский — 2 (6-й ч.), Полубинский −2 (6-й ч.).